# 김남춘
김남춘(한국 한자: 金南春, 1989년 4월 19일 ~ 2020년 10월 30일)은 대한민국의 축구 선수였다. 포지션은 수비수였다.

## 클럽 경력
김남춘은 광운대학교를 졸업한 후 2013시즌을 앞두고 FC 서울에 입단하였다. 김남춘은 2014년 8월 16일에 열린 인천 유나이티드와의 리그 경기에서 데뷔전을 치렀다. 이후 2014년 10월 9일에 열린 울산 현대와의 경기에서 프로 데뷔골을 기록했다.
2017시즌을 앞두고 김남춘은 군 복무를 위해 상주 상무에 입단했다. 김남춘은 2017시즌 상주에서 19경기 출전 1골 1도움을 기록했다. 이후 2018시즌에는 상주의 부주장으로 활동했다.
2018시즌 후반기에 상주에서 전역한 이후에는 원 소속팀인 FC 서울로 복귀했다. 하지만 복귀 한 이후 얼마 지나지 않아 십자인대가 파열되는 부상을 당했다. 이 부상의 여파로 김남춘은 2019시즌까지 재활에 매달렸으며 2019년 10월 26일에 열린 전북 현대 모터스와의 경기에서 복귀전을 치렀다.
2020시즌을 앞두고 FC 서울과 3년 재계약을 체결했다. 김남춘은 2020시즌 서울의 주전 수비수로 활약하면서 22경기에 출전했다.

## 사망
김남춘은 2020년 10월 30일, 서울특별시 송파구의 한 주차장에서 숨진채 발견되었다.
김남춘의 사망 다음날인 10월 31일에 치러진 인천과의 경기에서 FC 서울은 경기 시작 전 추모 묵념을 시행하고, 홈 경기장인 서울월드컵경기장의 한 곳에 임시 분향소를 마련했다.
그 후, FC 서울은 2021시즌 선수단 등번호 공개 당시 김남춘이 달았던 번호인 4번을 김남춘의 계약 기간인 2년 간 임시 결번으로 지정한다고 공식발표하였다.

## 수상

### 클럽

#### FC서울
- K리그1
  - 우승 1회: 2016
- FA컵
  - 우승 1회: 2015